# Mehmet Aslantuğ
Mehmet Aslantuğ (nacido el 25 de septiembre de 1961) es un actor, director, productor y guionista turco de origen adigués. Ha recibido un Golden Boll Award, un Golden Objective Award, tres Golden Orange Awards y cuatro Golden Butterfly Awards. En 1996, se casó con la actriz y ganadora del concurso de belleza Arzum Onan, coronada Miss Turquía 1993 y Miss Europa 1993. La pareja tiene un hijo llamado Can.

## Biografía
Aslantuğ nació en 1961, de padres circasianos de Turquía. Ha aparecido en más de 30 películas y programas de televisión desde 1981. Actuó en Akrebin Yolculuğu, que se proyectó en la sección Un Certain Regard en el Festival de Cine de Cannes de 1997.
En abril de 2011, se anunció que interpretaría el papel de Çerkez Ethem en una película del productor y director Mohy Quandour.

## Filmografía

### Películas
| Año  | Película              | Papel          | Notas                                   |
| ---- | --------------------- | -------------- | --------------------------------------- |
| 1981 | Aşka Dönüş            |                |                                         |
| 1985 | Akrep Burcu           |                |                                         |
| 1986 | Gün Doğmadan          |                |                                         |
| 1987 | Ateş Böceği           | Yilmaz         |                                         |
| 1992 | Kapıları Açmak        |                |                                         |
| 1993 | Yalancı               |                |                                         |
| 1994 | Yengeç Sepeti         |                |                                         |
| 1994 | Gerilla               | Gerilla Mehmet |                                         |
| 1995 | Bir Kadının Anatomisi |                |                                         |
| 1997 | Akrebin Yolculuğu     | Kerem          |                                         |
| 2006 | Ankara Cinayeti       | Suat Nedim     |                                         |
| 2010 | Aşkın İkinci Yarısı   | Arif           | Actor, director, productor y guionista. |

### Televisión
| Año       | Película                   | Papel                                   | Notas                  |
| --------- | -------------------------- | --------------------------------------- | ---------------------- |
| 1987      | Yeniden Doğmak             | Hanım Ağa                               | Miniserie de TV        |
| 1987      | Sevgi Dünyası              |                                         | Vídeo                  |
| 1987-1988 | Belene                     | Ahmet el maestro                        | Miniserie de TV        |
| 1989-1990 | İz Peşinde                 | Tuncer                                  | Miniserie de TV        |
| 1990      | Başka Olur Ağaların Düğünü | Dr. Murat                               | Miniserie de TV        |
| 1990      | Vurguna İnmek              |                                         | Miniserie de TV        |
| 1992      | Kopuk Dünyalar             | Kasap Mehmet                            | Miniserie de TV        |
| 1994      | Kurtuluş                   | Capitán Fazıl Bey                       | Miniserie de TV        |
| 1997-1999 | Sıcak Saatler              | Sedat Yalçın                            | Serie de Televisión    |
| 1997      | Yeni Bir Yıldız            |                                         | Película de televisión |
| 2000      | Merdoğlu                   | Ömer Merdoğlu                           | Miniserie de TV        |
| 2001      | Hırsız                     | Adil Alemdar                            | Miniserie de TV        |
| 2003-2005 | Bir İstanbul Masalı        | Selim Arhan                             | Series de Televisión   |
| 2009      | Hanımın Çiftliği           | Muzaffer Dinçaslan                      | Series de Televisión   |
| 2011      | Canım Babam                | Kerem                                   | Series de Televisión   |
| 2012      | Veda                       | Reşat Bey, Ministro de Hacienda otomano | Series de Televisión   |
| 2013      | Ben Onu Çok Sevdim         | Adnan Menderes, primer ministro turco   | Series de Televisión   |
| 2015      | Aşkın Kokusu               | Aziz                                    | Series de Televisión   |
| 2016      | Kördüğüm                   | Enver                                   | Series de Televisión   |
| 2019      | Kardeş Çocukları           | Yldirim Saner                           | Series de Televisión   |

## Premios y nominaciones
| Año  | Premio                                              | Categoría   | Trabajo nominado    | Resultado |
| ---- | --------------------------------------------------- | ----------- | ------------------- | --------- |
| 1990 | Premio Mariposa Dorada                              |             |                     | Ganador   |
| 1992 | Premio Naranja Dorada                               | Mejor actor | Kapıları Açmak      | Ganador   |
| 1993 | Premio Naranja Dorada                               | Mejor actor | Yalancı             | Ganador   |
| 1994 | Premio Mariposa Dorada                              |             |                     | Ganador   |
| 1994 | Premio Naranja Dorada                               | Mejor actor | Yengeç Sepeti       | Ganador   |
| 1994 | Premio Golden Boll                                  | Mejor actor | Yalancı             | Ganador   |
| 1995 | Actores de cine contemporáneo                       |             |                     | Ganador   |
| 1997 | Premio Mariposa Dorada                              |             |                     | Ganador   |
| 1998 | Premio al objetivo de oro                           |             |                     | Ganador   |
| 2005 | Premio de televisión White Pearl                    | Mejor actor | Bir İstanbul Masalı | Ganador   |
| 2006 | Premio Mariposa Dorada                              |             |                     | Ganador   |
| 2010 | Oscar de la Asociación de Periodistas de Televisión | Mejor actor | Hanımın Çiftliği    | Ganador   |